# Classici latini conservati
Per lista di classici latini conservati, si intendono tutte le antiche opere letterarie in lingua latina giunte fino a noi, per diverse vie. Comprende sia opere integre sia opere incomplete o lacunose, di cui però si conservi un numero rilevante di parti. Le opere sono ripartite in sezioni secondo un ordine cronologico; all'interno delle singole sezioni sono elencate in ordine alfabetico. I sub-periodi sono:
- Dalla fondazione al 31 a.C.
- Da Azio agli Antonini (30 a.C. - 192 d.C.)
- Dai Severi alla caduta dell'Occidente (193 - 476 d.C.)